# جيانلوكا مونيز
جيانلوكا مونيز (بالإنجليزية: َGianluca Muniz) (من مواليد 9 مايو 2001 في البرازيل) هو لاعب كرة قدم محترف يلعب حالياً في نادي الوحدة الإماراتي في الظهير الأيسر.

## روابط خارجية
جيانلوكا مونيز على موقع قاعدة بيانات كرة القدم.إي يو (الإنجليزية)
- جيانلوكا مونيز على موقع Soccerway.com (الإنجليزية)